# Azul real
São chamados de azul real os tons brilhante e escuro do azul-celeste.